# دبیر
دبیر، از مراتب علمی آموزش و پرورش است. این مرتبه بالاتر از مرتبهٔ آموزگاری و پایین‌تر از مدرسی است. به آموزگار دبیرستان دبیر گفته می‌شود.